# Vaux-la-Douce
Pour les articles homonymes, voir Vaux.
Vaux-la-Douce est une ancienne commune française du département de la Haute-Marne en région Grand Est. Elle est associée à la commune de Voisey depuis 1972.

## Histoire
En 1789, ce village dépend de la province de Champagne dans le bailliage de Langres et la prévôté de Coiffy.
Le 1er août 1972, la commune de Vaux-la-Douce est rattachée à celle de Voisey sous le régime de la fusion-association.

## Politique et administration
| Période                                  | Période | Identité          | Étiquette | Qualité    |
| ---------------------------------------- | ------- | ----------------- | --------- | ---------- |
|                                          |         | Jacques Hiver     |           | Tapissier  |
|                                          |         | Christian Lorrain |           | Agent SNCF |
| Les données manquantes sont à compléter. |         |                   |           |            |

## Démographie
| 1866 | 1872 | 1876 | 1881 | 1886 | 1891 | 1896 | 1901 | 1906 |
| ---- | ---- | ---- | ---- | ---- | ---- | ---- | ---- | ---- |
| 183  | 182  | 170  | 150  | 169  | 154  | 145  | 154  | 133  |

| 1911 | 1921 | 1926 | 1931 | 1936 | 1946 | 1954 | 1962 | 1968 |
| ---- | ---- | ---- | ---- | ---- | ---- | ---- | ---- | ---- |
| 100  | 78   | 84   | 84   | 68   | 74   | 67   | 68   | 60   |

## Héraldique
| Blason de Vaux-la-Douce | Blason  | D'argent au sautoir d'azur chargé de cinq besants d'or. |
| Blason de Vaux-la-Douce | Détails | Le statut officiel du blason reste à déterminer.        |

## Lieux et monuments
- Abbaye de Vaux-la-Douce, fondée en 1111
- Église Saint-Barthélemy